# Tigamibena
Tigamibena (łac. Tigamibenensis) – stolica historycznej diecezji we Cesarstwie Rzymskim w prowincji Mauretania Cezarejska, współcześnie w Algierii. Obecnie katolickie biskupstwo tytularne. Pierwszym biskupem Tigamibeny był Benjamin Webster, biskup senior Peterborough w Kanadzie. Od 1989 roku na stolicy tej zasiada Edward Frankowski, początkowo biskup pomocniczy przemyski, a od 1992 biskup pomocniczy sandomierski.

## Biskupi tytularni
| Lp. | Biskup            | Funkcja                                                    | Od               | Do                |
| --- | ----------------- | ---------------------------------------------------------- | ---------------- | ----------------- |
| 1   | Benjamin Webster  | biskup senior Peterborough (Kanada)                        | 12 marca 1968    | 27 listopada 1970 |
| 2   | Patrick Juwle     | wikariusz apostolski Cape Palmas (Liberia)                 | 30 lipca 1972    | 18 sierpnia 1973  |
| 3   | Faustin Ngabu     | biskup koadiutor Gomy (Zair)                               | 25 kwietnia 1974 | 7 września 1974   |
| 4   | Edward Frankowski | biskup pomocniczy przemyski biskup pomocniczy sandomierski | 16 lutego 1989   |                   |